# 安福镇 (南充市)
安福镇，是中华人民共和国四川省南充市嘉陵区下辖的一个乡镇级行政单位。

## 行政区划
安福镇下辖以下地区：
永康社区、安福村、新店子村、马鞍堰村、冷坛庙村、碾盘湾村、四方井村、斩龙垭村、牛项颈村、九非沟村、五通村、垭子口村和苏公子村，
牵牛房村、森罗院村、超果院村、铁龙山村、太平庙村、官坟嘴村、铁路沟村、老柴沟村和五郎沟村。